# Lorenzo Arrazola García
Lorenzo Arrazola García (Checa, Guadalajara; 10 d'agost de 1795 - Madrid; 23 de febrer de 1873) va ser un polític, advocat i catedràtic d'universitat espanyol.

## Origen
Va néixer a Checa, un poble de Guadalajara. D'origen humil, va cursar estudis en el seminari, gràcies a l'ajuda d'un oncle matern seu, José García Huarte, corregidor de la vila zamorana de Benavente, cap on va marxar per poder cursar l'ensenyament elemental i després Filosofia i Teologia en el Seminari de San Mateo de Valderas (Lleó); allí va aprendre llatí fins a dominar-lo com si fos la seva pròpia llengua. Va abandonar el seminari per ingressar en l'exèrcit, amb l'oposició del seu oncle, quan explicava 26 anys i va lluitar en 1823 contra els absolutistes; després es va traslladar a Valladolid per estudiar Jurisprudència civil, en la qual es va doctorar, i va obtenir una càtedra (1829) en aquesta universitat, la d'Institucions filosòfiques; en aquesta mateixa Universitat de Valladolid va arribar a ser rector. Es va traslladar a la Universitat Complutense, en la que arribarà a ser degà de la facultat de Dret en 1845.
En 1829 va contreure matrimoni amb Ana Micaela Guerrero, una zamorana de Villanueva del Campo. Es va presentar a les eleccions de 1835, amb 38 anys, i fou escollit procurador, i en 1837 va ser també designat diputat a Corts per Valladolid, deixant de banda l'advocacia i l'ensenyament a la universitat. Els seus principis ideològics es van assentar, des del primer moment en el Partit Moderat. Es va fer soci de l'Ateneo de Madrid.

## Vida pública
Va ser ministre d'Estat i després President del Consell de Ministres d'Espanya que va ser derrocat per les Corts als pocs dies de la seva vida governamental (17 de gener a l'1 de març 1864). Li succeí al Govern Alejandro Mon y Menéndez, el qual va confiar per primera vegada una cartera a Antonio Cánovas del Castillo. Va ser sis vegades Ministre de Gracia i Justícia, la primera des de 1838 a 1840, i després entre 1847 i 1848, entre 1849 i 1851 i entre 1864 i 1867, agregant interinament les carteres d'Estat i Ultramar com a home de confiança del general Narváez, excepte una breu interrupció en què va ser ministre de Gracia i Justícia Fernando Calderón Collantes; va ser també membre i president del Tribunal Suprem i senador vitalici des de 1848.

## Vida intel·lectual
Es va distingir com a jurisconsult i sota la seva direcció es va publicar la Enciclopedia Española de Derecho y Administración o Nuevo Teatro Universal de la Legislación de España e Indias, 1848-, en diversos volums. Va ser un consumat llatinista, que fins i tot parlava l'idioma, i va compondre en aquesta llengua nombrosos discursos d'obertura de la universitat de Valladolid, per exemple la del 1836 (Oratio in auguratione studiorum Universitatis Vallisoletanae) i la Oratio in regia vallisoletana universitate pro solemni studior: apertura (1839), així com un Promptuarium in que praecipua et selectiora institutionum philosophicarum continentur (1828). També s'interessà pel vulcanisme (Ensayo sobre volcanes y terremotos, 1829) i va escriure un volum de poemes: Poesías o Cantos lúgubres a la sensible y prematura muerte de nuestra... soberana María Josefa Amalia, 1829.
En 1857 fou nomenat acadèmic de la Reial Acadèmia de Ciències Morals i Polítiques.